# Ubon Ratchathani University Stadium
Das Ubon Ratchathani University Stadium (Thai สนามกีฬา ม.อุบลราชธานี) ist ein Mehrzweckstadion in Ubon Ratchathani in der Provinz Ubon Ratchathani, Thailand. Es wurde hauptsächlich für Fußballspiele genutzt und war das Heimstadion vom thailändischen Drittligisten Ubon Ratchathani Football Club. Das Stadion hat eine Kapazität von 2000 Personen. Eigentümer und Betreiber des Stadions ist die Ubon Ratchathani University.

## Nutzer des Stadions
| Verein              | Zeitraum der Nutzung |
| ------------------- | -------------------- |
| Ubon Ratchathani FC | 2011                 |
| Ubon Ratchathani FC | 2017                 |